# Храм Святого Александра Невского (Фергана)
Храм Свято́го Алекса́ндра Не́вского — утраченный православный храм в городе Скобелеве Российской империи (ныне город Фергана в Узбекистане). Относился к Ташкентской и Узбекистанской епархии Среднеазиатского митрополичьего округа Русской православной церкви. Был разрушен в 1936 году.

## История

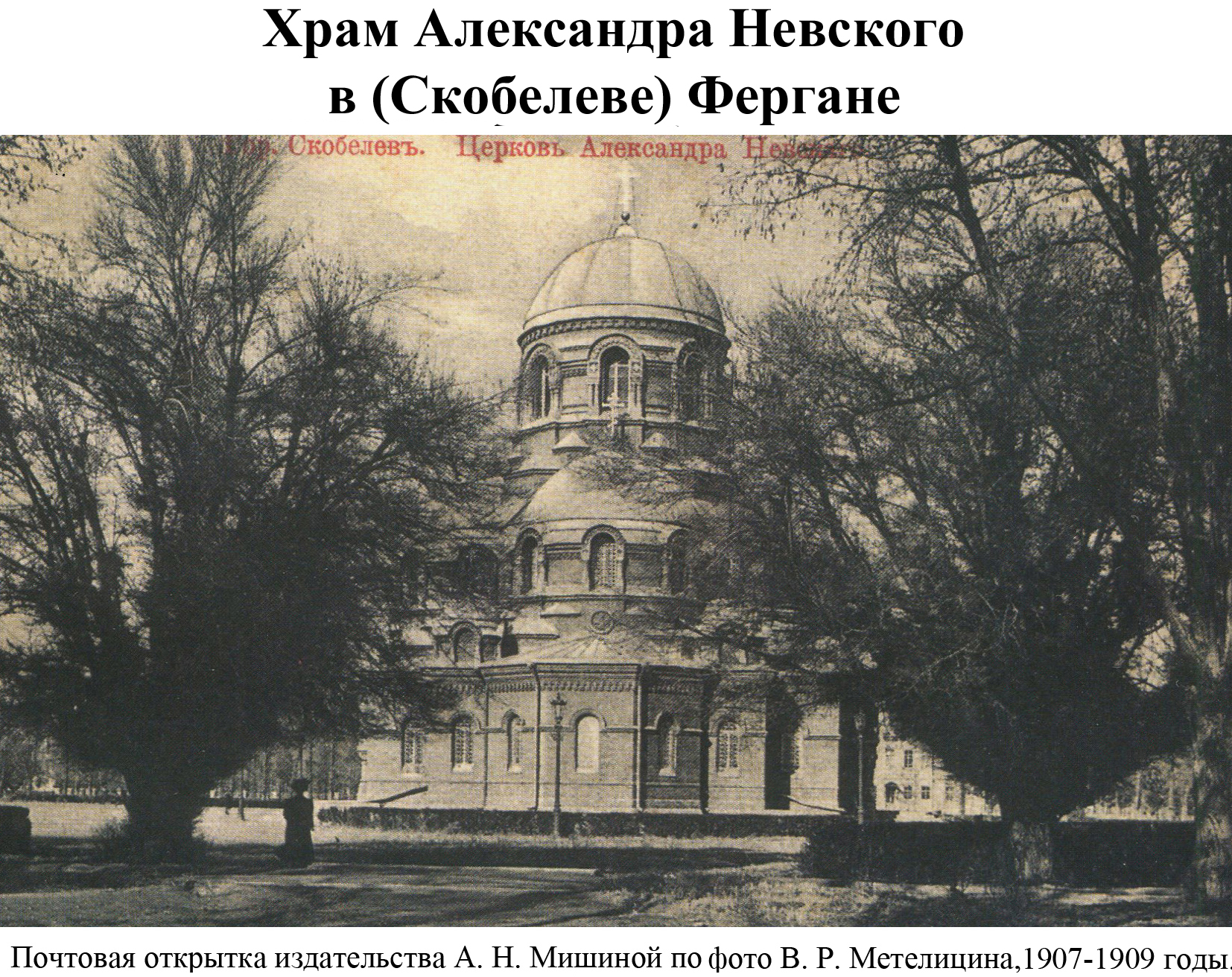
Церковь Александра Невского в Скобелеве, почтовая открытка 1907—1909-х годов.

Самый крупный храм Ферганской долины был заложен с благословения местного туркестанского епископа 23 июля 1891 года. Строился на средства казны и был закончен в первой половине 1899 года; освящен 17 мая того же года в честь святого благоверного князя Александра Невского.
Построенный из жжёного кирпича-железняка в неовизантийском стиле, находился в центре города (в те времена носившего имя Скобелев), на главной городской площади. Вмещал до 700 человек. Был построен в три яруса и имел 18 окон в нижнем ярусе, 20 в среднем и 8 в верхнем барабане. Изнутри был оштукатурен и окрашен в различные цвета; декор был дополнен лепными ганчевыми украшениями, полы — деревянные. В западном нефе были обустроены хоры на двойных массивных сосновых балках. В храме имелось пять печей.
В 1898 году по случаю окончания Андижанского восстания афонские иноки принесли в дар церкви вместе с благословением войскам Ферганской области храмовую икону Святого Александра Невского и Образ Богоматери «Избавительницы». Трёхъярусный иконостас, выполненный из различных пород дерева, был приобретен в 1899 году на средства казны.
До 1900 года храм и причт, учреждённый в 1876 году, состояли в ведении Туркестанского епархиального начальства, а 23 марта того же 1900 года по ходатайству генерал-губернатора и командующего войсками округа Сергея Михайловича Духовского в числе других причтов и храмов были переведены в ведение Протопресвитера военного и морского духовенства, числившегося при Управлении коменданта (в 1895 году было переименовано в Управление Ферганского, а затем — Скобелевского воинского начальника). 22 декабря 1911 года распоряжением Военного совета, Высочайше утвержденного, штат причта при Управлении Скобелевского воинского начальника был упразднён, взамен открыт новый в 8-м Туркестанском стрелковом полку, куда и были причислены причт вместе со храмом. По штату при храме был положен один священник.
Основатель храма и его первый настоятель, протоиерей Афанасий Рышкин, был похоронен у юго-восточной стены алтарной части храма, место захоронения отмечал надгробный памятник-плита.
В 1936 году храм был закрыт, его здание снесено. Всё имущество было передано в другие храмы.